# Estação Medrano
A Estação Medrano é uma das estações do Metro de Buenos Aires, situada em Buenos Aires, entre a Estação Carlos Gardel e a Estação Ángel Gallardo. Faz parte da Linha B.
Foi inaugurada em 17 de outubro de 1930. Localiza-se no cruzamento da Avenida Corrientes com a Avenida Medrano. Atende o bairro de Almagro.
Se encontra nas proximidades do Hospital Italiano e uma das sedes da Faculdade Regional Buenos Aires da Universidade Tecnológica Nacional.
A construção da estação foi complicada, pois no sitio se levantava uma parada de bondes dos irmãos Julio e Federico Lacroze. Isto fez necessário calcular o peso dos trilhos da superfície e os trens de carga da Ferrovia Central de Buenos Aires que circulavam para o antigo Mercado de Abasto de Buenos Aires. 

## Decoração
A plataforma norte da estação está decorada com um mural infantil de 1984 realizado pelos alunos de una escola primaria, e outro sem título realizado em 1991 por Ricardo Roux, enquanto que na plataforma sul se instalou o mesmo ano um mural de Juan Pablo Renzi e Arturo Holzer que leva por título Durante la criminal guerra del Golfo.